# Sergio Hasselbaink
Sergio Hasselbaink, né le 31 août 1982 aux Pays-Bas, est un acteur et rappeur néerlandais.

## Filmographie
- 2011 : Sonny Boy de Maria Peters : Waldemar Nods[2]
- 2012 : Zombibi de Martijn Smits et Erwin van den Eshof : Jeffrey[3]
- 2012 : Tears of Steel de Ian Hubert : Barley[4]
- 2015 : Popoz de Martijn Smits et Erwin van den Eshof : Randy[5]
- 2016 : The Pain Body de Gerson Oratmangoen : Orlando[6]

## Discographie

### Albums studios
- 2015 : 6 Donnies (sorti le 17 août 2015)
- 2016 : Dixiland (sorti le 16 décembre 2016)